# クリフ・エドワーズ
クリフ・エドワーズ（Cliff Edwards、1895年6月14日 - 1971年7月17日）は、アメリカ合衆国ミズーリ州マリオン郡出身のウクレレ奏者、男性声優。
ウクレレ奏者として活躍していたが、「ピノキオ」のジミニー・クリケットを演じて『星に願いを』等の挿入歌を歌い、人気を得る。その後、多くのテレビ番組でもジミニー・クリケットを演じウォルト・ディズニー・カンパニーの代表する名声優となった。

## 代表作
| アメリカ公開年 日本公開年 | 邦題 原題                                           | 担当                   | 備考 |
| ------------------------- | --------------------------------------------------- | ---------------------- | ---- |
| 1940年 1955年             | ピノキオ Pinocchio                                  | ジミニー・クリケット役 |      |
| 1941年 1954年             | ダンボ Dumbo                                        | カラス役               |      |
| 1947年 1954年             | ファン・アンド・ファンシーフリー Fun And Fancy Free | ジミニー・クリケット役 |      |

## 受賞歴
- 2000年 - ディズニー・レジェンド